# Jawhar (stato)
Lo Stato di Jawhar fu uno stato principesco del subcontinente indiano, avente per capitale la città di Jawhar.

## Storia
Il 6 giugno 1306, Jayabha Mukne, prese possesso del forte di Jawhar. Suo figlio primogenito, Dulbarrao, riuscì ad espandere questo patrimonio e conquistò un territorio maggiore, controllando un totale di 22 forti, compresa gran parte dei distretti di Nasik e Thana, giungendo ad un ricavato annuo valutato in 90.000 sterline. Ricevette il riconoscimento come regnante locale dal sultano Muhammad bin Tughlaq, ricevendo anche il nuovo nome di Nimshah ed il titolo ereditario di raja il 5 giugno 1343. Questo evento comportò la creazione di un nuovo calendario che venne utilizzato nello stato per i successivi sei secoli di regno della dinastia.
Il nipote di Nimshah, Deobarrao, combatté una battaglia contro il sultano bahmani Ahmad Shah I Wali. Durante la sua prigionia a Bidar, si innamorò della figlia del sultano. Il matrimonio, bene accetto da ambo le parti che erano desiderose di riappacificarsi, venne solennizzato dopo che egli si fu convertito all'islam prendendo il nome di Muhammad Shah. Fece ritorno a Jawhar e continuò a governare il proprio stato senza problemi ulteriori per il resto della sua vita. Alla sua morte, i potenti nobili indu sardar si rifiutarono di riconoscere suo figlio come suo successore per via della sua fede musulmana. Al suo posto, infatti, essi scelsero il nipote di Holkarrao, fratello minore di Nimshah, che aveva mantenuto la fede induista. I suoi discendenti governarono secondo la fede induista sino all'arrivo dei Maratha.
Raja Vikramshah I incontrò Shivaji a Shirpaumal nel corso della marcia di quest'ultimo su Surat ed insieme saccheggiarono la città nel 1664. Ad ogni modo, ben presto il suo favore presso i maratha venne meno. Da quel momento in poi, i maratha lentamente iniziarono a stringere la presa sui governanti locali annettendosi dei territori attraverso l'incremento delle tasse e dei livelli. I maratha presero il controllo dello stato per ben tre volte nel 1742, nel 1758 e nel 1761, ogni volta consentendo alla famiglia regnante locale di rimanere al proprio posto con la cessione di alcuni territori e l'aumento dei tributi.
L'avvento del governo britannico portò stabilità per un secolo nello stato. Lo sviluppo sociale, ad ogni modo, fu molto lento. Piccoli progressi vennero fatti sotto il regno di Patangshah IV. Il governante, educato in Europa, si prodigò immediatamente nella costruzione di strade, scuole e dispensari. Alla sua morte, nel 1905, lo stato poteva considerarsi moderno a tutti gli effetti.
I regni relativamente brevi dei suoi due figli che si succedettero, Krishnashah V e Vikramshah V, conobbero ulteriori miglioramenti. L'ultimo dei due, nello specifico, migliorò l'agricoltura costruendo dei mulini ed incrementando le infrastrutture dello stato. Contribuì sostanzialmente agli sforzi della Grande Guerra a favore del Regno Unito e ricevette come ricompensa un saluto militare con 9 colpi di cannone a salve durante le occasioni ufficiali. Alla sua prematura morte nel 1926 salì al trono suo figlio di appena dieci anni, Yeshwantrao Patangshah V, con un consiglio di reggenza. Questi assunse pieni poteri nel 1938. Continuò il buon lavoro iniziato dai suoi predecessori incoraggiando lo sviluppo dell'industria chimica, della carta, tessile, della stampa e della lavorazione del grano. Lo stato ottenne le prime scuole pubbliche e le prime condotte mediche oltre ad una biblioteca ed un museo, un ospedale ed una clinica per la maternità. Allo scoppio della seconda guerra mondiale il raja si propose immediatamente come volontario nell'esercito inglese e prestò servizio per quattro anni nella RIAF.
Yeshwantrao Patangshah V ottenne dagli inglesi il riconoscimento del titolo di maharaja poco prima della sua firma di adesione all'Unione Indiana nel 1947. Dopo questo atto si imbarcò nella carriera politica e divenne membro del parlamento nazionale e dell'assemblea di stato.

## Governanti
I governanti dello stato portavano il titolo di raja che venne aumentato in maharaja nel 1947 poco prima dell'ingresso dello stato nell'Unione Indiana

### Raja
- 1291 - 1400 Jayaba Mukne
- 1400 - 1422 Nemshah-I (Dulbarao) Mukne
- 1422 - 1435 Bhimshah (Bhimrao) Mukne
- 1435 - 1490 Deobarao (Mohamedshah) Mukne
- 1490 - 15** Krishnashah - I Krishnarao Mukne
- 15** - 1600 Nemshah - II Mukne
- 1640 - 1678 Vikramshah - I Mukne
- 1678 - 17** Patangshah - I Mukne
- 17** - 17** Krishnashah - II Malojirao Mukne
- 17** - 1798 Vikramshah - II Gangadharrao Mukne
- 1798 - 1821 Vikramshah - III
- 1821 - giugno 1865  Patangshah - III Hanumantrao Mukne
- 29 giugno 1865 - luglio 1865  Vikramshah - IV Madhavrao Mukne
- luglio 1865 - 1905  Patangsha - IV Vikramshah Mukne
- 1905 - 1917  Patangshah - IV Malharrao Mukne
- 1917 - 10 dicembre 1927  Vikramshah - V Martandrao Mukne (n. ... - m. 1927)
- 10 dicembre 1927 – 15 agosto 1947 Patangshah V - Yashwantrao Martandrao Mukne (n. 1917 - m. 1978), maharaja dal 1947